# Брунько, Александр Виленович
Александр Виленович Брунько (7 августа 1947, Киев — 2006, Новошахтинск) — российский поэт, один из основателей поэтической группы «Заозёрная школа».

## Биография
Родился 7 августа 1947 года в Киеве в семье военного. Отец — Вилен Александрович Брунько — бывший лётчик, окончил ВПШ, журналист, спецкор по Северному Кавказу «Экономической газеты». Из-за работы отца много ездили по стране, жили в Закарпатье, в Ужгороде, Питере, Сахалине, Владивостоке.
В Ростов-на-Дону перебрались, когда А. Брунько был в 9 классе. Поступил на журфак РГУ, с 1-го курса пошёл в армию. Служил в Белоруссии. После армии восстанавливался в РГУ, не закончил. В 1975—1976 годах Александр Брунько жил в Находке, затем в Магадане.
В начале 1980-х годов по рукам в Ростове ходили рукописные сборники Брунько «Сначала начни», «Концерт на шпалах», подборки эпиграмм.
Выступил одним из основателей поэтической группы «Заозёрная школа» (Геннадий Жуков, Виталий Калашников, Игорь Бондаревский, Владимир Ершов, Александр Брунько).
Стихи публиковались в журналах «Дон», «Дети Ра».
Обитая в Ростове-на-Дону, вводил милицейские наряды в ступор, предъявляя вместо потерянного паспорта потрёпанный номер литературного журнала «Дон», в котором подборка его стихов сопровождалась фотографией автора. В итоге был осуждён «за нарушение паспортного режима» и посажен в Богатяновскую тюрьму. После освобождения выпустил книгу стихов «Поседевшая любовь», которую друзья шутливо дразнили «Посидевшей любовью». В конце 1980-х годов занимал комнату в знаменитом ростовском сквоте «Дом актёра».
В 1989 году режиссёром Александром Расторгуевым на телестудии Дон-ТР был снят документальный фильм «Черновик» об Александре Брунько. Этот фильм был подвергнут жесткой критике руководством телестудии.
В 1997 году об Александре Брунько был снят документальный фильм «Перекати-поэт» (РЦСДФ, режиссёр С. Стасенко).
Жил и работал в Ростове-на-Дону. Последний раз в Ростове-на-Дону его видели в 2006 году.
Умер в Новошахтинске в 2006 году. Похоронен на Бугултаевском кладбище.
Архив Александра Виленовича Брунько хранит поэтесса Татьяна Крещенская.

## Мнения современников
- «Вот он и сейчас бредёт, хранимый музой, по Богатяновке или по Нахичевани с авоськой пустых пивных бутылок и с новыми стихами в башке, с растрёпанной ветром седеющей шевелюрой и почти всегда слегка трезвый. Вот так, медленно и обречённо уходит в бесконечность легенда и гордость завтрашнего Ростова, нищий городской поэт, воспевший сей город с нежностью и любовью и не ждущий от него ничего, кроме ментовского пинка. Отдаст ли когда-нибудь этот город и эта страна свой долг Поэту во своё же спасение?» — В. Ершов.
- «Теоретически — мог бы в девяностые годы сделать хорошую карьеру и торчать непрерывно в телевизоре – поэт, патриот, антисоветчик, реально пострадавший от советской власти, да ещё и красивый на вид.  Но не сделал.  И не пытался, я думаю. Потому что чтобы сделать карьеру – надо быть васей аксёновым с головы до ног – а Брунёк не таков»[9] — Мирослав Немиров

## Заявление А. Брунько в КГБ СССР
В КГБ СССР 

от БРУНЬКО Александра Виленовича, поэта
ЗАЯВЛЕНИЕ
Видит Бог, я не могу жить в этой стране. Мне попросту НЕГДЕ жить. Я не прописан здесь, я не прописан в СССР.
Видит Бог, я — поэт. Тем не менее, мои произведения, как прежде, неизбежно встречают всяческие «рогатки», препоны и проч. Две мои поэтические книги, лежащие в «РОСТИЗДАТЕ», несмотря на восторженные отзывы редакторов и потенциальных читателей, в самом деле «лежат», т.е. не имеют ни малейшего движения.
Видит Бог, мне НЕЧЕМ жить. Я существую только на подаяния друзей и тех, кто заинтересован моей поэзии, иначе говоря, людей, помогающих мне не умереть с голоду.
В 1986-1987 гг. я отбывал срок за «злостное нарушение паспортного режима»: ст. 198 УК РСФСР. Весь этот год (и три дня!) я просидел в тюрьме. Что такое «прописка» мне, поэту, — увы — понять не дано. «Каждому, кто законно находится на территории какого-либо государства, принадлежит, в пределах этой территории, право на СВОБОДНОЕ передвижение и СВОБОДА ВЫБОРА МЕСТОЖИТЕЛЬСТВА...» — «Международный Пакт о гражданских и политических правах», подписанный СССР и ЯКОБЫ вступивший в силу в 1976 году...
Я повторяю: мне НЕГДЕ и НЕЧЕМ жить. Работать вне литературы не желаю, а, главное, — НЕ ИМЕЮ ПРАВА! С великим — прошу мне верить — прискорбием вынужден констатировать: в СССР я не могу реализовать свои способности и творческие намерения. Так называемая «перестройка» никак не ограждает меня от преследования властей за ту же «прописку» и нежелание «работать»...
В сущности, я нахожусь — ежедневно, ежечасно! — НИГДЕ, т.е. ВНЕ ЗАКОНА. ДЕ-ЮРЕ — меня здесь, в этой стране попросту НЕТ! А фактически я живу неизвестно где и неизвестно на какие средства. Мои стихи по-прежнему трактуются, как «антисоветские», их ПО-ПРЕЖНЕМУ боятся публиковать.
ИТАК, учитывая всё вышеизложенное, — ПРОШУ ПРЕДОСТАВИТЬ МНЕ ВЫЕЗД ЗА ГРАНИЦУ — в любую из западных стран. Ибо, к сожалению, УВЕРЕН: дальнейшее пребывание в СССР — бесконечная, изматывающая цепь унижений и преследований — приведёт меня либо к инфаркту, либо к самоубийству. И наоборот — возможность жить и творить в НОРМАЛЬНЫХ ЧЕЛОВЕЧЕСКИХ УСЛОВИЯХ позволит — и в этом я УВЕРЕН! — принести подлинную пользу РОДИНЕ — РОССИИ — во имя БОГА и ПРАВДЫ.
Александр БРУНЬКО, май 1989 г.

## Книги
- Брунько А. В. Поседевшая любовь. — Ростов-на-Дону: Ростовское издательство, 1990. — 124 с.

### Александр Брунько в сборниках
- Граждане ночи. Неизвестная Россия. В 2 кн. Сост. О. Чугай — М.: Вся Москва, 1990. — 384 с.

## Александр Брунько в современной культуре
- В 2011 году одно из стихотворений Александра Брунько было использовано в тексте пьесы «89-93 (Сквоты)» (Театр.doc, Москва)[10].